# 加藤タキ
加藤 タキ（かとう たき、1945年3月30日 - ）は、日本のコーディネーター。国際NGO 認定NPO法人 AAR Japan（難民を助ける会）副会長。株式会社タキ・オフィス代表。米国ショービジネス界コーディネーターの草分け。
夫は建築家の黒川雅之。母は衆議院2期、参議院4期を務めた婦人解放運動家の加藤シヅエ、父は元議員の加藤勘十。両親は共に 戦後初の衆議院議員総選挙で当選した。

## 人物
東京都生まれ。父53歳、母48歳のときの子供で、両親ともに社会活動家かつ再婚同士だった。義父は建築家の黒川巳喜、義兄は建築家の黒川紀章、義弟は建築家の黒川喜洋彦（くろかわきよひこ）。
小中高は森村学園で過ごす。中学1年、3年次に母の会議についていくかたちで渡米し、ホームステイも経験。森村学園高等部を卒業後、一度は日本の大学に入学したが、英語を完全にマスターしようと決意し、アメリカのオレゴン州にあるマルトノマ大学（現ポートランド大学）へ留学し、卒業。
20代で音楽事務所の社長と結婚するも離婚。37歳のときに建築家の黒川雅之と再婚し42歳で長男（建築家の黒川彰）を出産。
女性初の国会議員だった母が、2001年に104歳で死去。
2009年（64歳）から本格的に週に2回かつ一度に2時間程度、社交ダンスをはじめる。2020年（75歳）から、シャンソンを習いはじめ、週1回レッスンに通う。

## 経歴・履歴
大学卒業後に帰国し、雑誌「ニューズウィーク」や「タイム・ライフ」の東京支局に2年間勤務。モンキーズが初来日時の通訳をつとめ、コーディネーター業を開始。1971年オードリー・ヘプバーンとテレビCMのコーディネートで初交流。青山音楽事務所役員を経て1975年にコーディネーターとして独立し、タキ・オフィスを設立。1982年、オードリー・ヘプバーンと再び仕事し、その後40年以上家族同士の交流が続く。1990年代以降はテレビのコメンテーターや講演活動を行う。
日本新党では広報委員長を務めた。2002年、「21世紀を対話と和解の世紀にするために～一人ひとりが変化をもたらすイニシエーターとなろう～」というテーマで東京で開かれた日本道徳再武装のシンポジウムをコーディネート。
2004年NPO法人「難民を助ける会」理事に就任。2007年、グレーヘア（白髪）がトレードマークの女性4人組チャリティー活動グループ「チーム ソルトン セサミ（ごま塩／Team Salt'n Sesame）」を歌手の中尾ミエ、元イッセイミヤケ副社長の小室知子、PRプロデューサーの飯野晴子と結成。
文化放送番組審議会の副委員長を務めている。2001年に設立され、2004年以降理事として関わり、2020年より前任の故・岡本行夫に理事長を託されていたNPO法人 新現役ネットを2024年に解散させた。

## 出演

### テレビ番組
- ショップチャンネル（加藤タキがおすすめする商品が販売されるときに商品アドバイザー役として出演）
- THEワイド（日本テレビ、コメンテーター）
- ウェークアップ!ぷらす（読売テレビ、コメンテーター）
- バイキング（フジテレビ、コメンテーター）[22]
- 徹子の部屋（テレビ朝日）[23][24]
- なないろ日和!（テレビ東京）[25]

### ラジオ
- 加藤タキのナイトナイトジョッキー（TBSラジオ　ディスクジョッキー）
- パンプキン・パンプキン（文化放送）
- 志の輔ラジオ（文化放送）[26][27]

### CM
- 西武百貨店
- イミディーン

## 作品

### 著作
- 「タキの納得人生」（1981年、文化出版局）
- 「愛・仕事・子育て すべてが生活」加藤シヅエと共著（1989年、大和書房）
- 「働く女性のハイセンス・マナー」（1989年、大和書房）
- 「もっと素敵な自分になる本」（1994年、大和書房）
- 「33歳」（1995年、ゲイン出版）
- 「10歳の輝き、100歳の青春」福原義春と共著（1996年、求龍堂）
- 「おとなの女になるための55章」（1996年、大和書房）
- 「四十歳からをどう愉しんで生きるか」（1997年、海竜社）
- 「加藤タキ  タキの納得人生」（2000年、日本図書センター）
- 「加藤シヅエ104歳の人生」加藤シヅエと共著（2002年、大和書房）
- 「加藤シヅエ凛として生きる」加藤シヅエと共著（2002年、大和書房）
- 「素敵な女性になる!」（2005年、大和書房）
- 「50歳からの自分磨き―美しく年齢を重ねる40のレッスン」（2010年、大和書房）
- 『さだまさしが聞きたかった、「人生の達人」タキ姐のすべて』　[28]加藤タキ・さだまさし著

### 翻訳
- シーラ・ヘイリー「私はベストセラーと結婚した」（1981年10月、サンケイ出版）。著書はアーサー・ヘイリー夫人
- ヘレン・ホッパー「加藤シヅエ 百年を生きる」（1997年3月、文春ネスコ）
- キム・ゴード「あなたの毎日をキラリと輝かせる155の方法」（1999年、大和書房）